# Fylkesväg 851
Fylkesväg 851 (norska: Fylkesvei 851) är en primär fylkesväg i Troms fylke i norra Norge som går mellan Europaväg 6 vid byn Brandvoll i Bardu kommun och fylkesväg 84 vid tätorten Sjøvegan i Salangens kommun. Vägen är 19,1 kilometer lång och asfalterad.

## Anslutningar
Fylkesväg 851 ansluter till:
- Europaväg 6 (vid Brandvoll)
- Fylkesväg 84 (vid Sjøvegan)